# 4735 Ґері
4735 Ґері (4735 Gary) — астероїд головного поясу, відкритий 9 січня 1983 року.
Тіссеранів параметр щодо Юпітера — 3,503.